# Bütün Kirgisistan
Butun Kirgisistan (dt. Einiges Kirgisistan) ist eine politische Partei in der Kirgisischen Republik, die dem rechten politischen Spektrum zuzuordnen ist. Bei Parlamentswahlen scheiterte die Partei bis 2015 stets am Einzug in das kirgisische Parlament, bei Präsidentschaftswahlen war die Partei durch ihren Vorsitzenden Adachan Madumarow vertreten. Bei der später annullierten Parlamentswahl in Kirgisistan 2020 wäre sie mit 7,3 % der Stimmen und 13 Sitzen in das Parlament eingezogen.

## Geschichte
Die Partei wurde vor der Parlamentswahl 2010 gegründet, Parteivorsitzender wurde Adachan Madumarow, ein ehemaliger Abgeordneter der Partei Ata-Schurt. Nach ihrer Gründung erhielt die Partei Unterstützung von mehreren Parlamentsabgeordneten, darunter vor allem Unterstützer des ehemaligen Präsidenten Kurmanbek Bakijew und Delegierte der ebenfalls nationalkonservativ ausgerichteten Ata-Schurt. Bei der Parlamentswahl 2010 belegte die Partei mit 140.000 Stimmen den sechsten Platz, verpasste dabei allerdings aufgrund der 5-Prozent-Hürde den Einzug in das Parlament. Mit dem Parteivorsitzenden Madumarow nominierte die Partei bei der Präsidentschaftswahl 2011 erstmals einen eigenen Kandidaten, der mit 14,7 % der abgegebenen Stimmen die zweitmeisten Stimmen hinter Wahlsieger Almasbek Atambajew erhielt.
Bei der Parlamentswahl 2015 trat die Partei in einem Wahlbündnis mit der Partei Emgek an, verpasste den Einzug in das kirgisische Parlament mit 6,14 % der abgegebenen Stimmen jedoch erneut, da bei der Parlamentswahl eine 7-Prozent-Hürde galt. Bei der Präsidentschaftswahl 2017 wurde die Partei erneut durch den Parteivorsitzenden Madumarow repräsentiert, der hinter Wahlsieger Sooronbai Dscheenbekow und dem Herausforderer Ömürbek Babanow den dritten Platz belegte.
Im Vorfeld der Parlamentswahl 2020 entwickelte sich eine Kontroverse um die Registrierung von Butun Kirgisistan durch die Zentrale Wahlkommission. Am 3. September gab die Kommission bekannt, die Partei nicht zur Wahl zuzulassen, da es Hinweise auf eine Manipulation der zur Registrierung benötigten Unterschriften von Unterstützern gab. Daraufhin reichte die Parteiführung beim Verwaltungsgericht in Bischkek Klage ein, dieses forderte die Zulassung der Partei zur Wahl, woraufhin die Wahlkommission Butun Kirgisistan schließlich zur Wahl zuließ. Bei der Wahl am 4. Oktober 2020 erhielt die Partei 7,3 % der abgegebenen Stimmen und wäre demnach erstmals in das kirgisische Parlament eingezogen. Durch die Annullierung des Wahlergebnisses in Folge der Massenproteste nach der Wahl blieb das Parlament der vorangegangenen Legislaturperiode ohne Beteiligung von Butun Kirgisistan jedoch bis zur kommenden Wahl im Sommer 2021 unverändert.